# Soledad Martínez
Soledad Martínez (Buenos Aires, 14 de septiembre de 1982) es una política argentina, perteneciente al partido Propuesta Republicana, intendenta partido de Vicente López, provincia de Buenos Aires.  
Fue elegida concejal del Partido de Vicente López en las elecciones de 2019. Estuvo a cargo de la Secretaría de Desarrollo Social en la Municipalidad de Vicente López durante el período de febrero a diciembre de 2019. Fue electa diputada nacional por la Provincia de Buenos Aires en 2009 y 2013. Anteriormente fue concejal del Partido de Tres de Febrero. Se desempeñó como intendenta interina entre diciembre de 2021 y junio de 2023, tras el pedido de licencia de Jorge Macri, quien dejó el cargo para asumir como Ministro de Gobierno de la Ciudad de Buenos Aires. Desde junio del 2023, tras oficializarse la renuncia de Macri, ocupó el cargo oficial de intendenta. El 22 de octubre de 2023  resultó electa con el 49,87% de los votos, ganándole a Lucas Boyanovsky, el candidato del peronismo que obtuvo el 26,03%.

## Biografía
Nació en la Capital Federal y se crio en Ciudad Jardín (Tres de Febrero), haciendo allí sus estudios primarios y secundarios. Su militancia política comenzó en el año 2002, tras la crisis económica sufrida por el país, cuando se acercó a la Fundación Creer y Crecer, donde conoció a Jorge Macri, uno de los dirigentes del futuro PRO. Si bien su familia es peronista, ella no se considera como tal.
Durante los años siguientes continuó su militancia política, llegando a presidir el espacio de Jóvenes PRO a nivel nacional entre los años 2010 y 2013.
Para las elecciones de 2007 se presentó como candidata a concejala de su distrito, acompañando a la candidatura a gobernador de Francisco de Narváez, logrando obtener su banca. Fue la presidenta del bloque del PRO en ese Concejo Deliberante.
Para las elecciones legislativas de 2009 fue la decimotercera candidata a diputada nacional por la Provincia de Buenos Aires de la lista UNIÓN PRO, que encabezó De Narváez, obteniendo el 34,58% de los votos y logrando una banca. Asumió el 10 de diciembre de 2009.
En las elecciones del 2011, la diputada Soledad Martínez fue jefa de campaña del candidato Jorge Macri quien obtuvo la intendencia del municipio de Vicente López. Desde entonces, vive en dicho partido.
En el año 2013 entre un acuerdo con el pro y el Frentre Renovador es candidata junto a Sergio Massa en las elecciones legislativas nacionales junto a otros referentes del pro como Gladys González y Cristian Gribaudo resultando electa con el 43,95 % de los votos en el 6° puesto.
En el año 2017, encabezó la lista de concejales de Cambiemos en Vicente López con el apoyo de Jorge Macri y fue la candidata electa más votada de todo el territorio bonaerense. Asumió con un 60,82% y fue jefa de bloque oficialista.
En febrero del año 2019, deja su banca de concejala para asumir como secretaria de Desarrollo Social en la municipalidad de Vicente López. Acompañó a la candidatura de Jorge Macri, como intendente en el período 2019-2023, como compañera de fórmula y candidata a primera concejala por Juntos por el Cambio. Luego de un enorme apoyo vecinal, asumieron con el 62,54% de los votos.
Fue concejala del Honorable Concejo Deliberante de Vicente López y jefa de bloque oficialista hasta diciembre de 2021, momento en que asume como Intendenta interina del partido. El 1 de junio de 2023, Jorge Macri oficializó su renuncia al cargo y pasa a ser Intendenta oficial de Vicente López. 
En las PASO (Primarias Abiertas Simultáneas y Obligatorias) que se celebraron en agosto del 2023, fue una de los dos candidatos en toda la Provincia de Buenos Aires, que lograron el apoyo de ambos presidenciales del espacio Juntos por el Cambio: Horacio Rodríguez Larreta y Patricia Bullrich. 
En las elecciones generales de octubre del 2023, es elegida por los vecinos como Intendenta del municipio con el 49,87% de los votos. Es la intendenta del Municipio de Vicente López.
El 19 de marzo de 2024, asumió el cargo de Vicepresidenta del PRO presidida desde esa fecha por Mauricio Macri.